# آلت دوفنشتت
الت دونستد (به آلمانی: Alt Duvenstedt) یک شهر در آلمان است که در شلسویگ-هولشتاین واقع شده‌است.

## خصوصیات
الت دونستد ۲۰٫۴۳ کیلومترمربع مساحت دارد ۸ متر بالاتر از سطح دریا واقع شده‌است.